# Pont-canal d'Avoncliff

Le pont-canal d'Avoncliff est un pont-canal situé à Avoncliff dans le Wiltshire, en Angleterre. Il porte le canal Kennet et Avon par-dessus la rivière Avon et la ligne de chemin de fer reliant Bath à Westbury. Il a été conçu par les ingénieurs John Rennie et John Thomas, et construit entre 1797 et 1801.
Le pont-canal est composé de trois arches et fait 100 m (110 yards) de long, avec une arche elliptique centrale d'une portée de 18,3 m (60 pieds) et deux arches latérales semi-circulaires de 10,4 m (34 pieds) de portée, toutes construites avec des pierres taillées en V. Les écoinçons des arches et les faces extérieures des piles et des culées sont parées d'une alternance d'assises de pierres lisses et de pierres à bossage La travée centrale s'est affaissée peu de temps après sa construction et a été réparée plusieurs fois.
Dans le cadre de la restauration du canal, le pont-canal a été doublé d'un « berceau » de béton et étanché en 1980.

## Galerie

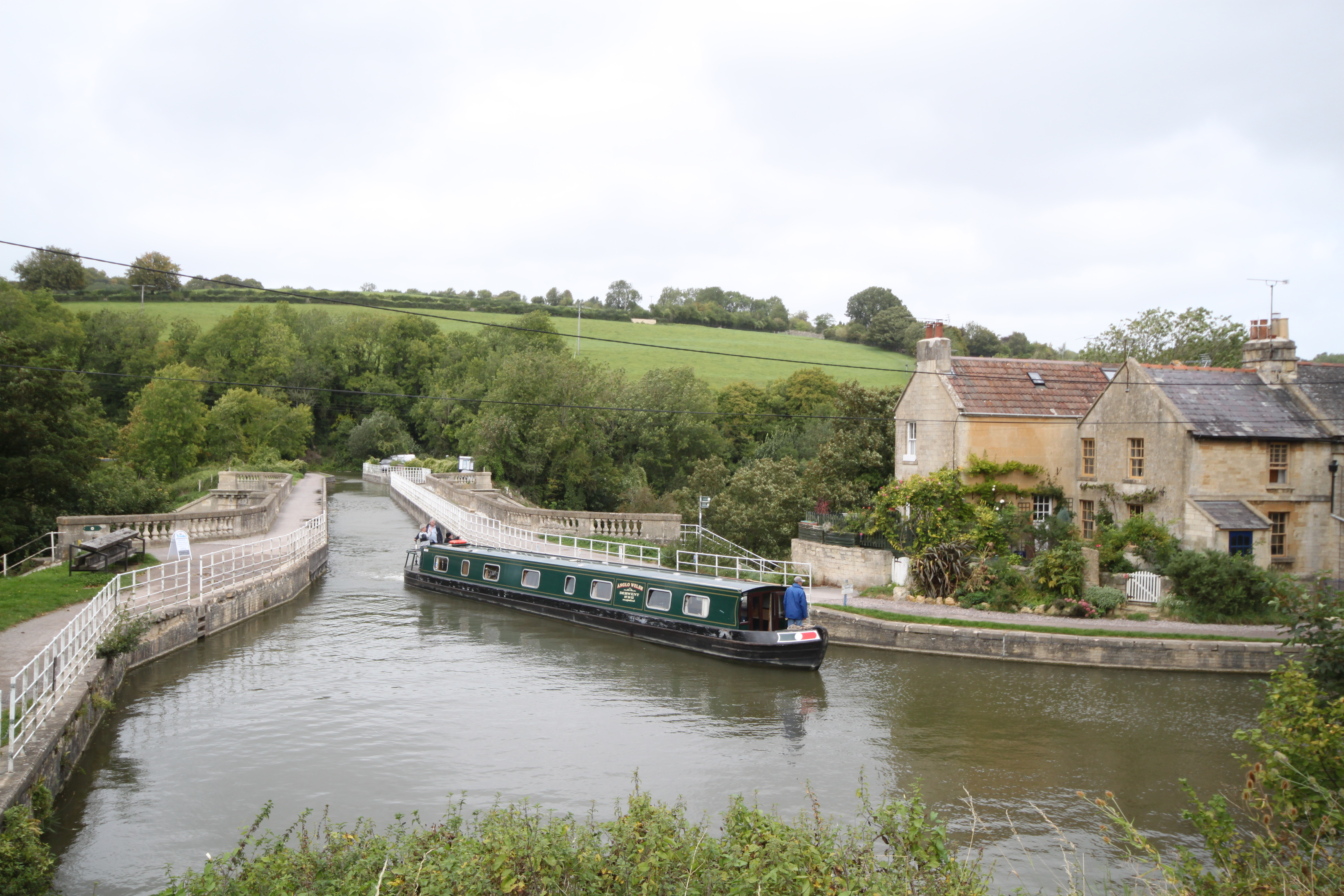
Traversée du pont-canal d'Avoncliff
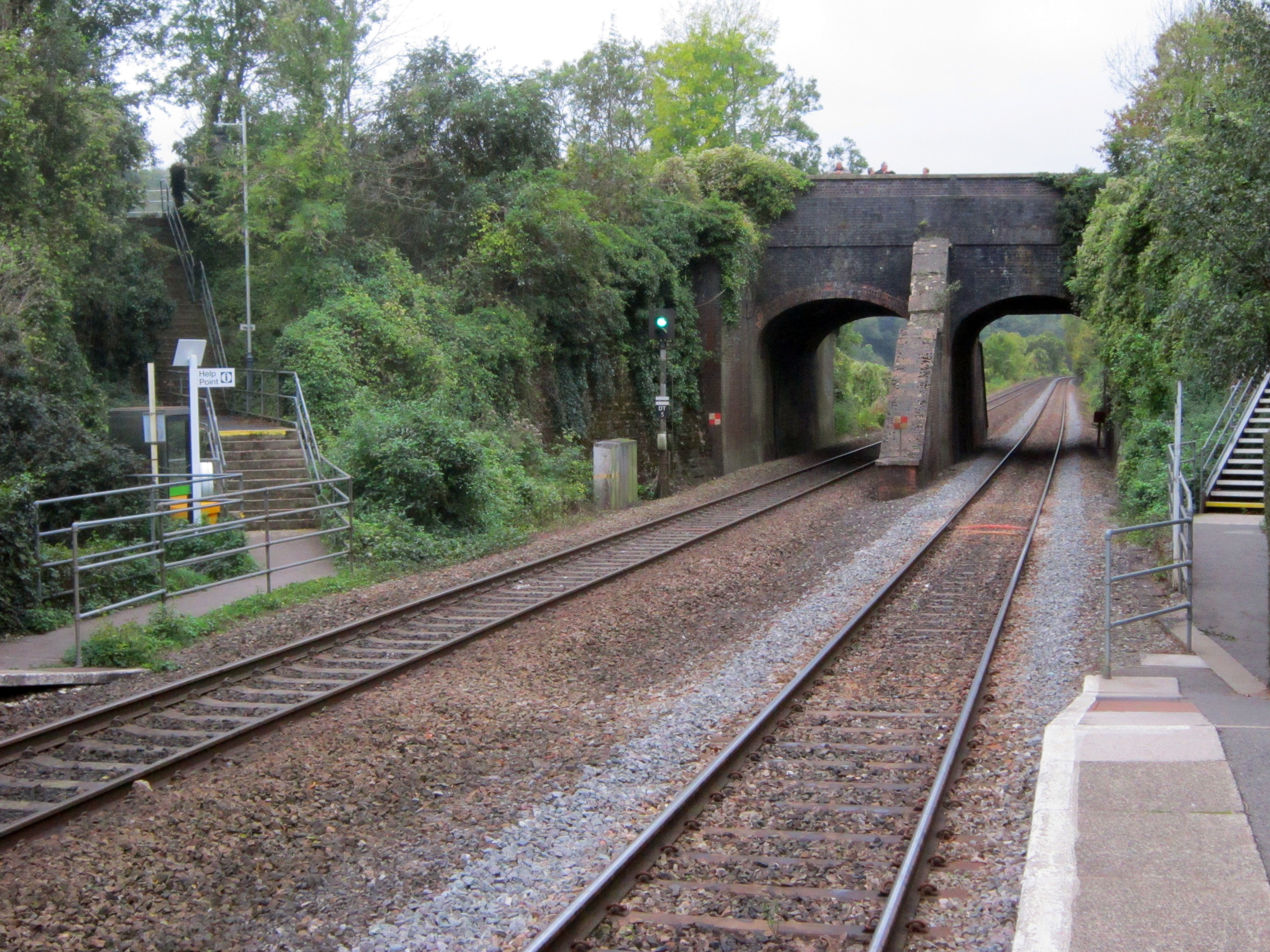
Vue depuis la gare de chemin de fer d'Avoncliff (en)